# Masardis
Masardis es un pueblo ubicado en el condado de Aroostook en el estado estadounidense de Maine. En el Censo de 2010 tenía una población de 249 habitantes y una densidad poblacional de 2,41 personas por km².

## Geografía
Masardis se encuentra ubicado en las coordenadas 46°31′9″N 68°22′32″O / 46.51917, -68.37556. Según la Oficina del Censo de los Estados Unidos, Masardis tiene una superficie total de 103.4 km², de la cual 100.31 km² corresponden a tierra firme y (2.99%) 3.09 km² es agua.

## Demografía
Según el censo de 2010, había 249 personas residiendo en Masardis. La densidad de población era de 2,41 hab./km². De los 249 habitantes, Masardis estaba compuesto por el 99.2% blancos, el 0% eran afroamericanos, el 0.4% eran amerindios, el 0% eran asiáticos, el 0% eran isleños del Pacífico, el 0% eran de otras razas y el 0.4% pertenecían a dos o más razas. Del total de la población el 0% eran hispanos o latinos de cualquier raza.